# Polycentropus devetaki
Polycentropus devetaki is een schietmot uit de familie Polycentropodidae. De soort komt voor in het Palearctisch gebied.